# Mokopirirakau
Mokopirirakau is een geslacht van hagedissen die behoren tot de gekko's en de familie Diplodactylidae.

## Naam en indeling
De wetenschappelijke naam van de groep werd voor het eerst voorgesteld door Stuart V. Nielsen, Aaron Matthew Bauer, Todd R. Jackman, Rod A. Hitchmough en Charles Hines Daugherty in 2011. De verschillende soorten behoorden eerder tot andere geslachten zoals Naultinus en Hoplodactylus. Er zijn vijf soorten, inclusief de pas in 2021 beschreven soort Mokopirirakau galaxias.
De geslachtsnaam Mokopirirakau is afgeleid van het Maori-woord Moko-piri-ra ̄kau en betekent vrij vertaald 'gekko uit het bos'.

## Levenswijze
De meeste gekko's leggen eieren maar alle Mokopirirakau-soorten zijn levendbarend, ze baren volledig ontwikkelde jongen.

## Verspreiding en habitat
De hagedissen komen endemisch voor in Nieuw-Zeeland. De habitat bestaat uit gematigde bossen, graslanden en scrublands en rotsige omgevingen.

## Beschermingsstatus
Door de internationale natuurbeschermingsorganisatie IUCN is aan vier soorten een beschermingsstatus toegewezen. Twee soorten worden gezien als 'kwetsbaar' (Vulnerable of VU), een als 'gevoelig' (Near Threatened of NT) en een als 'bedreigd' (Endangered of EN).

## Soorten
Het geslacht omvat de volgende soorten, met de auteur en het verspreidingsgebied.
| Naam                       | Auteur                                         | Verspreidingsgebied | Beschermingsstatus |
| -------------------------- | ---------------------------------------------- | ------------------- | ------------------ |
| Mokopirirakau cryptozoicus | Jewell & Leschen, 2004                         | Nieuw-Zeeland       |                    |
| Mokopirirakau galaxias     | Knox, Hitchmough, Nielsen, Jewell & Bell, 2021 | Nieuw-Zeeland       | Niet geëvalueerd   |
| Mokopirirakau granulatus   | Gray, 1845                                     | Nieuw-Zeeland       |                    |
| Mokopirirakau kahutarae    | Whitaker, 1985                                 | Nieuw-Zeeland       |                    |
| Mokopirirakau nebulosus    | McCann, 1955                                   | Nieuw-Zeeland       |                    |